# Ateizace
Ateizace společnosti znamená postupný odklon od náboženství a náboženských norem. Kromě faktické změny filosofie jednotlivce je v současné době ve vyspělých zemích úzce spjata s nárůstem individualismu a institucionální, společenskou i morální sekularizací, a proto je využívána také jako demografický ukazatel sekularizace.
Někdy se pojem také používá k označení mechanismů, jak odklonu od náboženství docílit. Původní návrh zákona o sňatku z roku 1919 dokonce neumožňoval církevní sňatek, což se ale v Československu nepodařilo prosadit. Komunistická vláda v ČSSR například využívala kromě "neoficiálních" zásahů mezi kněží a restrikci přístupu ke studiu občanů spjatých s církví také formální změny ve věcech náboženství. Uzákoněn byl pouze sňatek občanský, křest byl nahrazen "vítáním občánků", "svátek dospělosti" nahradil biřmování. Obdobně se média zaměřovala v době nábožensky významných období na to odvést pozornost od otázek víry.

## Ateizace v Česku

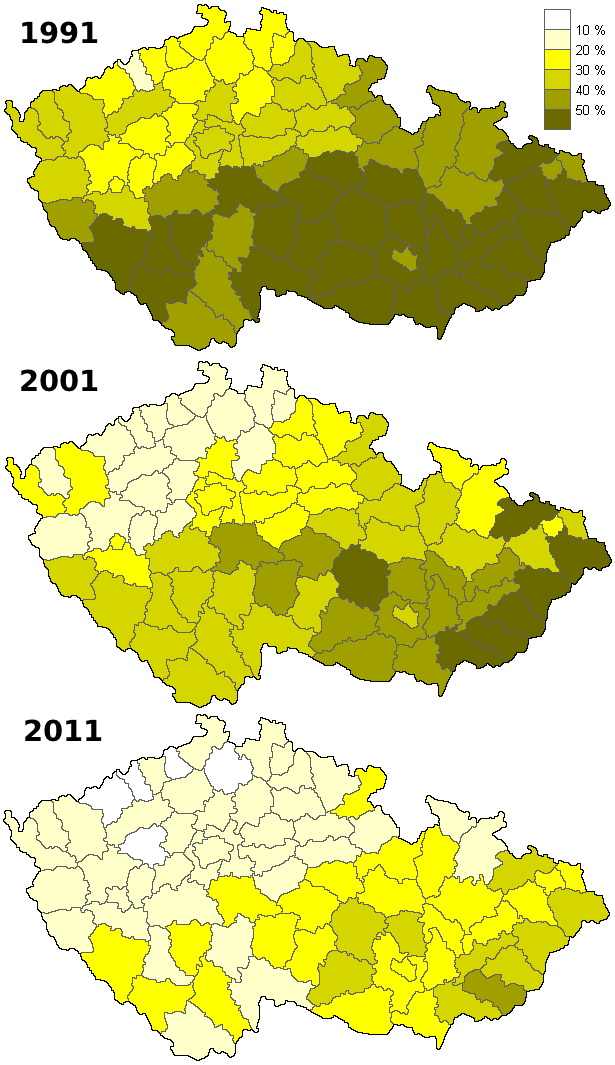
Podíl obyvatelstva ČR hlásícího se k nějakému náboženskému vyznání se od vzniku ČR značně snížil.

Přestože náboženská cenzura nebyla za totality v Česku o mnoho tvrdší, než v ostatních státech bývalého východního bloku, dnes je Česko nejateističtějším národem Evropy. Podle mnohých sociologů je ateizace v Česku důsledkem historického vývoje, který ústil v ostrou polarizaci mezi církví a státem.
Český filosof Tomáš Halík velké zastoupení ateismu v Česku oproti jiným post-komunistickým zemím přisuzuje postoji k samotnému pojmu náboženství, se kterým je v české kultuře automaticky spojeno přiznání se ke všem chybám církve v historii, a proto se lidé vyhýbají i samotnému pojmu Bůh, přestože nějak svou spiritualitu prožívají (Tento pohled označuje za "něcismus", víru, že "něco nad námi" je.). Podle Tomáše Halíka však ateizace není obecným světovým trendem.
Nicméně ateizace je dnes viditelná i na mnoha zemích západního světa, ateismus je celkově na vzestupu.